# Aeroportul El Tigre
Aeroportul El Tigre (IATA: ELX) este un aeroport din Anzoátegui, Venezuela ce deservește zona El Tigre⁠(d). A fost numit după zona deservită.
Situat la o altitudine de 277 m, aeroportul dispune de o singură pistă.